# Service territorial de l'Architecture et du Patrimoine
Pour les articles homonymes, voir STAP.

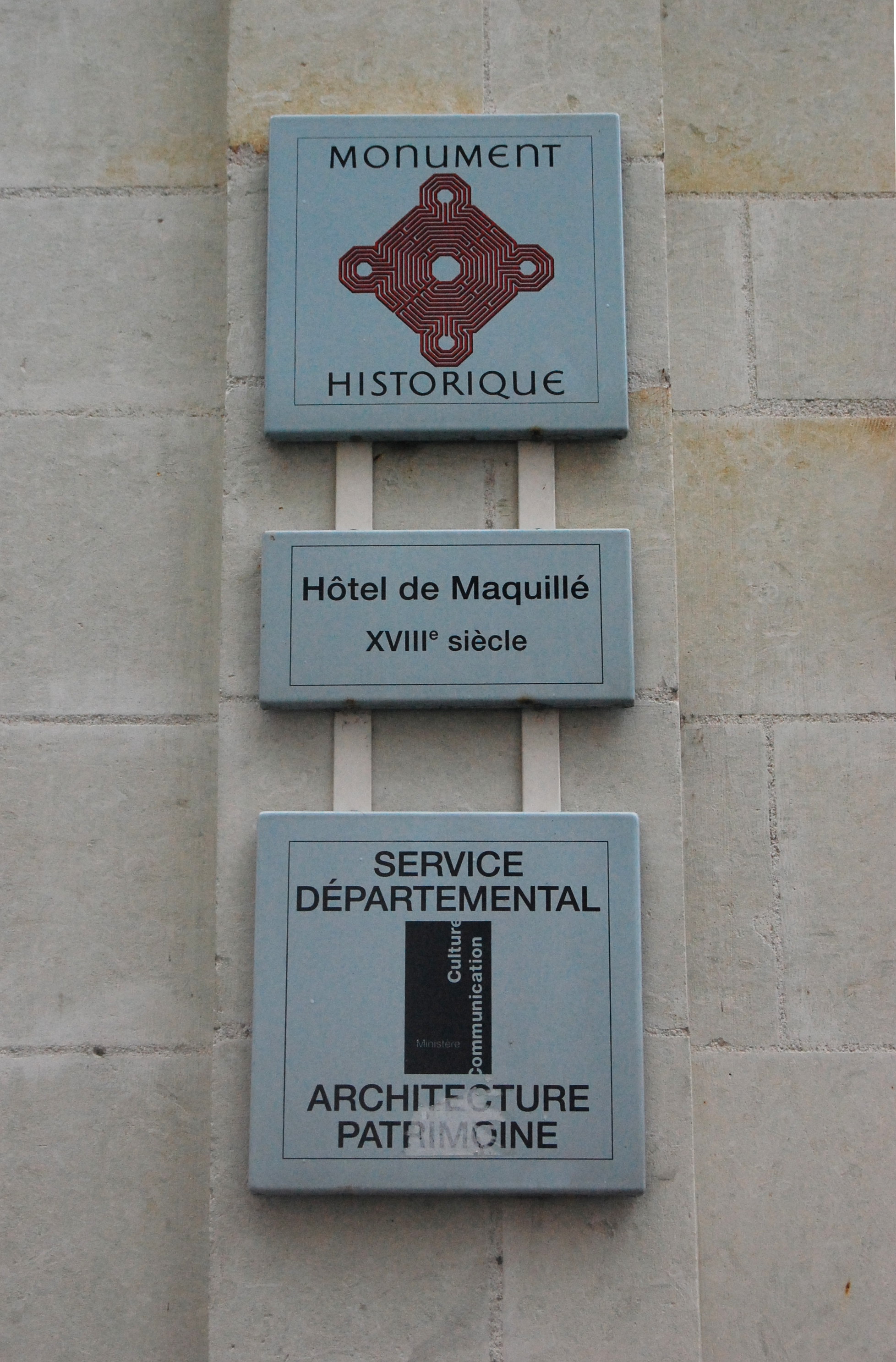
Plaque indiquant un monument historique et la présence d'un service territorial de l'architecture et du patrimoine (hôtel de Maquillé, Angers).

Les services territoriaux de l'architecture et du patrimoine (STAP), qui ont succédé en 2010 aux services départementaux de l'architecture et du patrimoine (SDAP), étaient des services déconcentrés de l'État français relevant du ministère de la Culture, à l'échelon départemental. Ils ont été remplacés en 2015 par les unités départementales de l'architecture et du patrimoine (UDAP). La plupart des STAP étaient situés dans les préfectures de départements et étaient placés sous l'autorité du préfet de département.

## Histoire de ces services et de leurs tutelles
Par décret du 6 mars 1979 les services départementaux de l'architecture  succèdent aux agences des Bâtiments de France, nées dans l'immédiat après-guerre. Ils interviennent alors principalement pour le compte de trois ministères : celui de la Culture et de la Communication, celui de l'Équipement, de l'Énergie et des Travaux publics et celui de l'Écologie, du Développement et de l'Aménagement durables.
En 1996, les services départementaux de l'architecture sont rebaptisés services départementaux de l'architecture et du patrimoine (SDAP) et sont administrativement rattachés à la direction de l'Architecture et du Patrimoine au ministère de la Culture, tout en restant à disposition du ministère chargé de l'Environnement pour les sites.
Lors de la réforme de 2010, les SDAP sont rebaptisés services territoriaux de l'architecture et du patrimoine (STAP) et rattachés aux directions régionales des Affaires culturelles (DRAC).
Le 1er janvier 2016, dans le cadre de la réforme territoriale de l'État, les STAP changent de dénomination pour s'appeler les unités départementales de l'architecture et du patrimoine (UDAP).

## Missions
Les services territoriaux de l'Architecture et du Patrimoine exercent trois grandes missions : le conseil, le contrôle et la conservation. Ils jouent un rôle déterminant pour le conseil et la promotion d'une architecture et d'un urbanisme de qualité, en particulier quand la notion de contexte et d'intégration est en jeu. Au sein des services territoriaux de l'Architecture et du Patrimoine, les architectes des Bâtiments de France, chefs du service ou adjoints au chef du service, délivrent des avis sur tous les projets qui ont pour effet d'apporter des modifications dans les espaces protégés (bâtis ou naturels, avec l'ambition d'en maintenir, voire d'en améliorer, la qualité). Ils assurent la conservation et la maîtrise d'œuvre des travaux d'entretien et de réparation des édifices protégés au titre des monuments historiques appartenant à l'Etat.

## Révision des politiques publiques
Les services territoriaux de l'Architecture et du Patrimoine, par leurs missions qui s'exercent tout au long du processus de conseil au contrôle, doivent devenir les acteurs du passage d'une politique du patrimoine promue par l'État, à des pratiques de la protection sollicitées et comprises spontanément par tous les administrés. Ils doivent à la fois sensibiliser tous les citoyens à l'intérêt général et aux contraintes locales, notamment économiques. Ils expliquent aux élus et à leurs administrés les conséquences à long terme des dispositifs de protection et aident à leur mise en œuvre. 
Afin de faire des économies, le ministère de la Culture a, dans le cadre de la réforme de l'administration territoriale de l'État, décidé de regrouper les échelons régionaux et départementaux, en plaçant les STAP sous l'autorité des directions régionales des Affaires culturelles (DRAC), de façon à mieux coordonner et articuler les politiques en matière d'architecture. De plus, adossés aux services de la DRAC, les STAP pourraient mieux se consacrer à leurs missions tandis que, par effet de symétrie, la DRAC, responsable du pôle culture en région, pourrait s'appuyer sur les STAP pour les missions à caractère départemental.
Ce rattachement des STAP aux DRAC s'inscrit dans la logique du plan national pour le Patrimoine, adopté en Conseil des ministres le 17 septembre 2003. Selon le décret no 2010-633 du 8 juin 2010, d'un côté, les STAP se fondent dans la DRAC de la région, mais se transforment en « unités territoriales » de la DRAC dans chaque département, de l'autre, les DRAC jouent à l'égard des STAP le rôle de l'ancienne direction de l'Architecture et du Patrimoine, qui est supprimée. 